# おりゅう灯籠

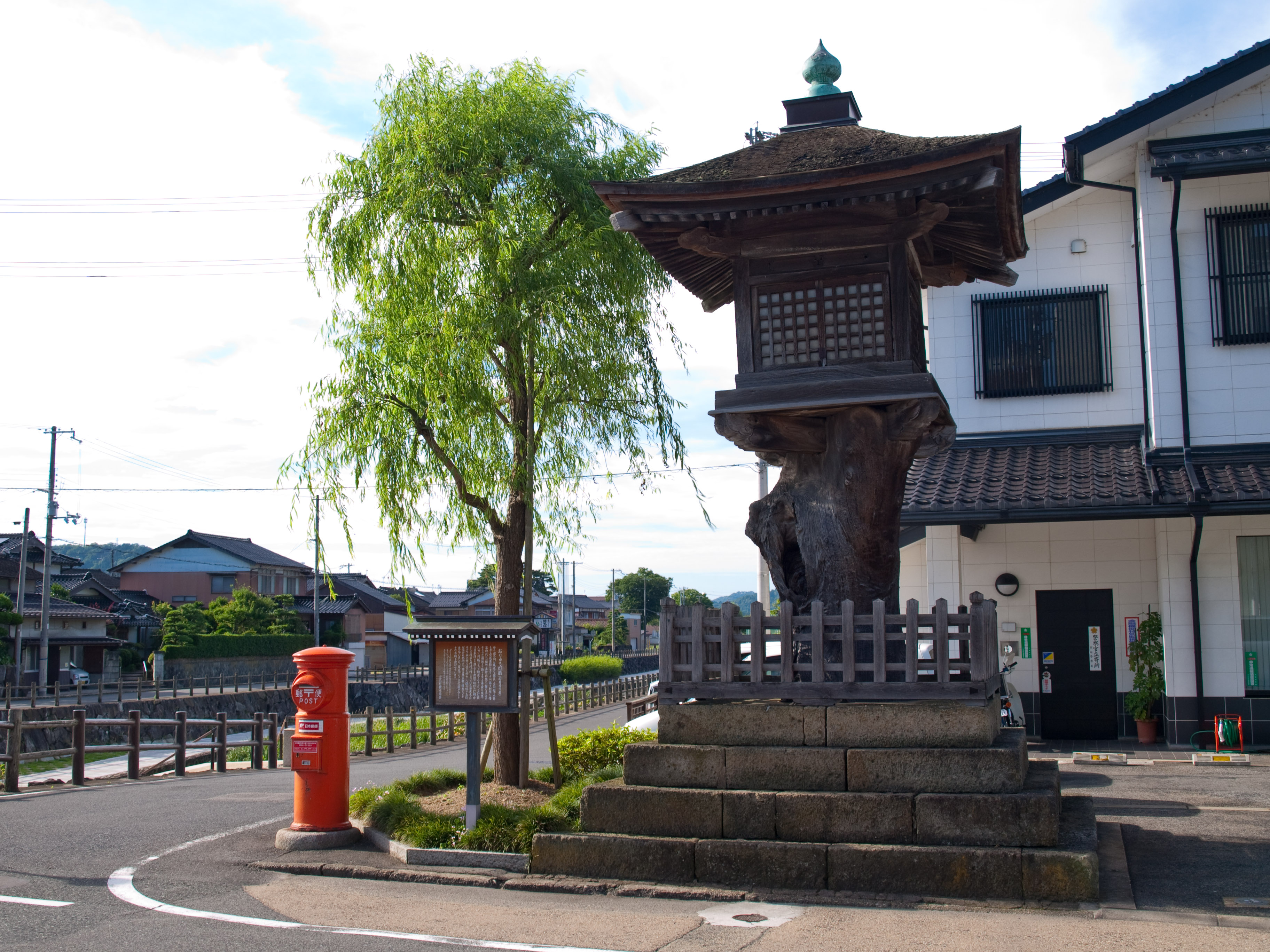
おりゅう灯籠

おりゅう灯籠（おりゅうとうろう）は兵庫県豊岡市の出石にある船着場の灯台であった常夜灯である。

## 概要
かつては日本海より三十石船が入れるほど広かった谷山川（旧出石川）の大橋東詰にあった船着場の灯籠である。
「おりゅう」という名の由来は、鎌倉時代の悲恋物語の主人公「おりゅう」にちなんだものとされている。灯籠のすぐそばには柳の木があり、おりゅうと恋人が寄り添う様子に見立てている。
現在では常夜灯として使用されている。

## 周辺
- 永楽館 - 近畿地方最古の劇場
- 但馬信用金庫出石支店